# Premio Bram Stoker alla sceneggiatura
Il premio Bram Stoker alla sceneggiatura (Bram Stoker Award for Best Screenplay) è un premio letterario assegnato dal 1987 nell'ambito dei Premi Bram Stoker dalla Horror Writers Association (HWA) per la sceneggiatura di qualità superiore ("superior achievement", non "best novel"), non assegnato dal 2004 al 2011.

## Albo d'oro
L'anno si riferisce al periodo di pubblicazione preso in considerazione, mentre i premi sono assegnati l'anno successivo.
I vincitori sono indicati in grassetto, a seguire gli altri candidati.

### Anni 1998-2004
- 1998: (ex aequo) Gods and Monsters (Demoni e dei) di Bill Condon e Dark City di Alex Proyas
  - Fallen (Il tocco del male) di Nicholas Kazan
  - Somehow, Satan Got Behind Me (Millennium serie TV) di Darin Morgan
- 1999: The Sixth Sense (Il sesto senso) di M. Night Shyamalan
  - The Green Mile (Il miglio verde) di Frank Darabont
  - The Blair Witch Project (Il mistero della strega di Blair) di Daniel Myrick e Eduardo Sánchez
  - Hush (Buffy l'ammazzavampiri serie TV) di Joss Whedon
- 2000: Shadow of the Vampire (L'ombra del vampiro) di Steven Katz
  - Requiem for a Dream di Darren Aronofsky e Hubert Selby
  - The Cell (La cellula) di Mark Protosevich
  - Unbreakable (Il predestinato) di M. Night Shyamalan
  - Pitch Black di David Twohy e Ken Wheat e Jim Wheat
- 2001: Memento di Christopher and Jonathan Nolan
  - The Others di Alejandro Amenábar
  - The Lord of the Rings: The Fellowship of the Ring (Il Signore degli Anelli - La Compagnia dell'Anello) di Philippa Boyens, Peter Jackson e Frances Walsh (basato sul romanzo di J. R. R. Tolkien)
  - From Hell (La vera storia di Jack lo squartatore - From Hell) di Terry Hayes e Rafael Yglesias (basato sulla grafica del romanzo di Alan Moore e Eddie Campbell)
- 2002: Frailty (Frailty - Nessuno è al sicuro) di Brent Hanley
  - Minority Report, di Scott Frank e Jon Cohen (basato su una storia di Philip K. Dick)
  - The Ring di Ehren Kruger e Scott Frank (basato sul romanzo di Kōji Suzuki e sul cinema di The Spiral Production Group)
  - Signs di M. Night Shyamalan
- 2003: Bubba Ho-tep di Don Coscarelli
  - Identity (Identità) di Michael Cooney
  - Pirates of the Caribbean: The Curse of the Black Pearl (La maledizione della prima luna) di Ted Elliott e Terry Rossio
- 2004: (ex aequo) Eternal Sunshine of the Spotless Mind (Se mi lasci ti cancello) di Charlie Kaufman, Michel Gondry e Pierre Bismuth e Shaun of the Dead (L'alba dei morti dementi) di Simon Pegg e Edgar Wright
  - Hellboy di Guillermo del Toro
  - Dawn of the Dead (L'alba dei morti viventi) di James Gunn